# Djebel Lkest
El Djebel Lkest (en tashelhit: ⴰⴷⵔⴰⵔ ⵏ ⵍⴽⵙⵜ Adrar n Lkst; en árabe: جبل لكست) es una montaña situada en el Anti-Atlas, al sur de Marruecos. Su cumbre, llamada Afa n Tmzgadiwin, se eleva a 2359 metros sobre el nivel del mar, lo que la convierte en una de las montañas más altas de la cordillera.